# World Magnetic Tour
Tournées par Metallica
2008 European Vacation
Le World Magnetic Tour est une tournée de concerts menée par le groupe de heavy metal Metallica qui s'est déroulée de 2008 à 2010 afin de promouvoir la sortie de leur neuvième album studio Death Magnetic.

## Évènements
Les groupes de première partie évoluent tout au long de la tournée. En octobre et novembre 2008 c'est The Sword et Down. En décembre, c'est Lamb of God et The Sword, sauf pour les 2 shows au Forum, les 17 et 18 décembre, où Machine Head ouvre pour Metallica. De janvier à mai 2009 et sur la tournée européenne, on retrouve The Sword et Machine Head. De juin à août, pour le tour des festivals, c'est Lamb of God et Mastodon. Pour la deuxième partie de la tournée en Amérique du Nord, on retrouve Lamb of God, Gojira, Volbeat et Machine Head.
Les spectacles au Mexique et dans certains pays d'Amérique latine seront ouverts par Mastodon. Metallica sera tête d'affiche sur toutes les dates du Festivals Sonisphere (dans six pays européens) durant l'été.
Les 4, 6 et 7 juin, Metallica joue à Mexico et le 7 juillet à Nîmes. Ces concerts sont filmés et sortent en DVD et Blu-ray. Français pour une nuit - Live aux Arènes de Nîmes 2009 pour le marché français et Orgullo, Pasion y Gloria: Tres Noches En La Ciudad de Mexico pour le marché sud-américain.
Les concerts de Copenhague et Québec sont également enregistrés pour une sortie en DVD qui ne se concrétise que pour le Québec (voir Quebec Magnetic commercialisé aux États-Unis en 2012).
Le 14 décembre, Metallica annonce que le « Big Four of Thrash » (soit Metallica, Slayer, Megadeth et Anthrax) participeront pour la première fois à un même concert lors de l'édition 2010 du Festival Sonisphere.

## Date de la tournée

### Mini tournée promotionnelle pour la sortie deDeath Magnetic
| Date                     | Ville                    | Lieu                     |
| Tournée promotionnelle : | Tournée promotionnelle : | Tournée promotionnelle : |
| ------------------------ | ------------------------ | ------------------------ |
| 12/09/2008               | Berlin, Allemagne        | O2 World                 |
| 14/09/2008               | Londres, Angleterre      | BBC Radio Theatre        |
| 15/09/2008               | Londres, Angleterre      | O2 Arena                 |

### Tournée en Amérique du Nord
| Date                                                                          | Ville                                                                         | Lieu                                                                          |
| Premières parties : Down et The Sword. Machine Head pour les 2 dates au Forum | Premières parties : Down et The Sword. Machine Head pour les 2 dates au Forum | Premières parties : Down et The Sword. Machine Head pour les 2 dates au Forum |
| ----------------------------------------------------------------------------- | ----------------------------------------------------------------------------- | ----------------------------------------------------------------------------- |
| 17/10/2008                                                                    | San Francisco, Californie                                                     | Cow Palace                                                                    |
| 20/10/2008                                                                    | Glendale, Arizona                                                             | Jobing.com Arena                                                              |
| 21/10/2008                                                                    | Glendale, Arizona                                                             | Jobing.com Arena                                                              |
| 23/10/2008                                                                    | Albuquerque, Nouveau-Mexique                                                  | Tingley Coliseum                                                              |
| 25/10/2008                                                                    | Kansas City, Missouri                                                         | Sprint Center                                                                 |
| 26/10/2008                                                                    | Des Moines, Iowa                                                              | Wells Fargo Arena                                                             |
| 01/11/2008                                                                    | Portland, Oregon                                                              | Rose Garden Arena                                                             |
| 03/11/2008                                                                    | Salt Lake City, Utah                                                          | Energy Solutions Arena                                                        |
| 04/11/2008                                                                    | Denver, Colorado                                                              | Pepsi Center                                                                  |
| 06/11/2008                                                                    | Omaha, Nebraska                                                               | Qwest Center                                                                  |
| 08/11/2008                                                                    | Moline, Illinois                                                              | I Wireless Center                                                             |
| 09/11/2008                                                                    | Colombus, Ohio                                                                | Schottenstein Center                                                          |
| 17/11/2008                                                                    | Saint-Louis, Missouri                                                         | Scottrade Center                                                              |
| 18/11/2008                                                                    | Tulsa, Oklahoma                                                               | BOK Center                                                                    |
| 20/11/2008                                                                    | Houston, Texas                                                                | Toyota Center                                                                 |
| 22/11/2008                                                                    | Little Rock, Arkansas                                                         | Alltel Arena                                                                  |
| 23/11/2008                                                                    | La Nouvelle-Orléans, Louisiane                                                | New Orleans Arena                                                             |
| Premières parties : Lamb of God et The Sword                                  |                                                                               |                                                                               |
| 01/12/2008                                                                    | Seattle, Washington                                                           | Key Arena                                                                     |
| 02/12/2008                                                                    | Vancouver, Colombie britannique                                               | GM Place                                                                      |
| 04/12/2008                                                                    | Calgary, Alberta                                                              | Pengrowth Saddledome                                                          |
| 05/12/2008                                                                    | Calgary, Alberta                                                              | Pengrowth Saddledome                                                          |
| 07/12/2008                                                                    | Edmonton, Alberta                                                             | Rexall Place                                                                  |
| 12/12/2008                                                                    | Ontario, Californie                                                           | Citizens Business Bank Arena                                                  |
| 13/12/2008                                                                    | Fresno, Californie                                                            | Save Mart Center                                                              |
| 15/12/2008                                                                    | San Diego, Californie                                                         | Viejas Arena                                                                  |
| 17/12/2008                                                                    | Inglewood, Californie                                                         | The Forum                                                                     |
| 18/12/2008                                                                    | Inglewood, Californie                                                         | The Forum                                                                     |
| 20/12/2008                                                                    | Oakland, Californie                                                           | Oracle Arena                                                                  |
| 12/O1/2009                                                                    | Milwaukee, WI                                                                 | Bradley Center                                                                |
| 13/01/2009                                                                    | Détroit, MI                                                                   | Joe Louis Arena                                                               |
| 15/01/2009                                                                    | Washington, DC                                                                | Verizon Center                                                                |
| 17/01/2009                                                                    | Philadelphie, PA                                                              | Wachovia Center                                                               |
| 18/01/2009                                                                    | Boston, MA                                                                    | TD Banknorth Garden                                                           |
| 26/01/2009                                                                    | Rosemont, IL                                                                  | Allstate Arena                                                                |
| 27/01/2009                                                                    | Rosemont, IL                                                                  | Allstate Arena                                                                |
| 29/01/2009                                                                    | Uniondale, NY                                                                 | Nassau Veterans Memorial Coliseum                                             |
| 31/01/2009                                                                    | Newark, NJ                                                                    | Prudential Center                                                             |
| 01/02/2009                                                                    | Newark, NJ                                                                    | Prudential Center                                                             |

### Tournée européenne
| Date                                                               | Ville                                          | Lieu                                           |
| Premières parties : Machine Head et The Sword.                     | Premières parties : Machine Head et The Sword. | Premières parties : Machine Head et The Sword. |
| ------------------------------------------------------------------ | ---------------------------------------------- | ---------------------------------------------- |
| 25/02/2009                                                         | Nottingham, Royaume-Uni                        | Trent FM Arena                                 |
| 26/02/2009                                                         | Manchester, Royaume-Uni                        | Manchester Evening News Arena                  |
| 28/02/2009                                                         | Sheffield, Royaume-Uni                         | Sheffield Arena                                |
| 02/03/2009                                                         | Londres, Royaume-Uni                           | O2 Arena                                       |
| 03/03/2009                                                         | Newcastle, Royaume-Uni                         | Metro Radio Arena                              |
| 05/03/2009                                                         | Anvers, Belgique                               | Sportpaleis Antwerp                            |
| 07/03/2009                                                         | Stockholm, Suède                               | Ericsson Globe                                 |
| Concert de promotion pour la sortie du jeu Guitar Hero: Metallica. |                                                |                                                |
| 20/03/2009                                                         | Austin, Texas                                  | Stubb's                                        |
| Poursuite du tour européen.                                        |                                                |                                                |
| 25/03/2009                                                         | Birmingham, Royaume-Uni                        | LG Arena                                       |
| 26/03/2009                                                         | Glasgow, Royaume-Uni                           | SECC                                           |
| 28/03/2009                                                         | Londres, Royaume-Uni                           | O2 Arena                                       |
| 01/04/2009                                                         | Paris, France                                  | Palais omnisports de Paris-Bercy               |
| 02/04/2009                                                         | Paris, France                                  | Palais omnisports de Paris-Bercy               |
| 04/05/2009                                                         | Stockholm, Suède                               | Ericsson Globe                                 |
| 06/05/2009                                                         | Munich, Allemagne                              | Olympiahalle                                   |
| 07/05/2009                                                         | Leipzig, Allemagne                             | Arena Leipzig                                  |
| 09/05/2009                                                         | Stuttgart, Allemagne                           | Hanns-Martin-Schleyer-Halle                    |
| 11/05/2009                                                         | Frankfort, Allemagne                           | Festhalle                                      |
| 12/05/2009                                                         | Hambourg, Allemagne                            | Color Line Arena                               |
| 14/05/2009                                                         | Vienne, Autriche                               | Wiener Stadthalle                              |
| 16/05/2009                                                         | Oberhausen, Allemagne                          | König Pilsener Arena                           |
| 17/05/2009                                                         | Cologne, Allemagne                             | Lanxess Arena                                  |

### Tournée en Amérique Latine
| Date       | Ville           | Lieu      |
| Tournée :  | Tournée :       | Tournée : |
| ---------- | --------------- | --------- |
| 04/06/2009 | Mexico, Mexique | Foro Sol  |
| 06/06/2009 | Mexico, Mexique | Foro Sol  |
| 07/06/2009 | Mexico, Mexique | Foro Sol  |

### Tournée européenne,IIepartie
| Date       | Ville                  | Lieu                                          |
| Tournée :  | Tournée :              | Tournée :                                     |
| ---------- | ---------------------- | --------------------------------------------- |
| 14/06/2009 | Helsinki, Finlande     | Hartwall Arena                                |
| 15/06/2009 | Helsinki, Finlande     | Hartwall Arena                                |
| 17/06/2009 | Oslo, Norvège          | Oslo Spektrum                                 |
| 19/06/2009 | Nickelsdorf, Autriche  | Nova Rock Festival                            |
| 20/06/2009 | Nimègue, Pays-Bas      | Sonisphere Festival                           |
| 22/06/2009 | Milan, Italie          | Mediolanum Forum                              |
| 24/06/2009 | Rome, Italie           | PalaLottomatica                               |
| 04/07/2009 | Hockenheim, Allemagne  | Sonisphere Festival                           |
| 05/07/2009 | Werchter, Belgique     | Rock Werchter                                 |
| 07/07/2009 | Nîmes, France          | Arènes de Nîmes                               |
| 09/07/2009 | Lisbonne, Portugal     | Optimus Alive!                                |
| 11/07/2009 | Barcelone, Espagne     | Sonisphere Festival                           |
| 13/07/2009 | Madrid, Espagne        | Palacio de Deportes de la Comunidad de Madrid |
| 14/07/2009 | Madrid, Espagne        | Palacio de Deportes de la Comunidad de Madrid |
| 16/07/2009 | Zurich, Suisse         | Hallenstadion                                 |
| 18/07/2009 | Hultsfred, Suède       | Sonisphere Festival                           |
| 20/07/2009 | Copenhague, Danemark   | Forum                                         |
| 22/07/2009 | Copenhague, Danemark   | Forum                                         |
| 23/07/2009 | Copenhague, Danemark   | Forum                                         |
| 25/07/2009 | Pori, Finlande         | Sonisphere Festival                           |
| 27/07/2009 | Copenhague, Danemark   | Forum                                         |
| 28/07/2009 | Copenhague, Danemark   | Forum                                         |
| 30/07/2009 | Oslo, Finlande         | Oslo Spektrum                                 |
| 01/08/2009 | Dublin, Irlande        | Marlay Park                                   |
| 02/08/2009 | Knebworth, Royaume-Uni | Sonisphere Festival                           |

### Tournée en Amérique du Nord,IIepartie
| Date       | Ville                  | Lieu                                |
| Tournée :  | Tournée :              | Tournée :                           |
| ---------- | ---------------------- | ----------------------------------- |
| 11/09/2009 | San Rafael, CA         | Marin Veterans' Memorial Auditorium |
| 14/09/2009 | Nashville, TN          | Sommet Center                       |
| 15/09/2009 | Cincinnati, OH         | U.S. Bank Arena                     |
| 17/09/2009 | Indianapolis, IN       | Conseco Fieldhouse                  |
| 19/09/2009 | Montréal, Canada       | Centre Bell                         |
| 20/09/2009 | Montréal, Canada       | Centre Bell                         |
| 28/09/2009 | San Antonio, TX        | AT&T Center                         |
| 29/09/2009 | Dallas, TX             | American Airlines Center            |
| 01/10/2009 | Sunrise, FL            | BankAtlantic Center                 |
| 03/10/2009 | Tampa, FL              | St. Pete Times Forum                |
| 04/10/2009 | Atlanta, GA            | Philips Arena                       |
| 12/10/2009 | Winnipeg, Canada       | MTS Centre                          |
| 13/10/2009 | Minneapolis, MN        | Target Center                       |
| 15/10/2009 | Cleveland, OH          | Quicken Loans Arena                 |
| 17/10/2009 | Charlottesville, VI    | John Paul Jones Arena               |
| 18/10/2009 | Charlotte, CN          | Time Warner Cable Arena             |
| 26/10/2009 | Toronto, Canada        | Air Canada Centre                   |
| 27/10/2009 | Toronto, Canada        | Air Canada Centre                   |
| 31/10/2009 | Québec (ville), Canada | Colisée Pepsi                       |
| 01/11/2009 | Québec (ville), Canada | Colisée Pepsi                       |
| 03/11/2009 | Ottawa, Canada         | Scotiabank Place                    |
| 09/11/2009 | Grand Rapids, MI       | Van Andel Arena                     |
| 10/11/2009 | Buffalo, NY            | HSBC Arena                          |
| 12/11/2009 | Albany, NY             | Times Union Center                  |
| 14/11/2009 | New York, NY           | Madison Square Garden               |
| 15/11/2009 | New York, NY           | Madison Square Garden               |
| 05/12/2009 | Las Vegas, NV          | Mandalay Bay Events Center          |
| 07/12/2009 | Nampa, ID              | Idaho Center                        |
| 08/12/2009 | Sacramento, CA         | ARCO Arena                          |
| 10/12/2009 | Anaheim, CA            | Honda Center                        |
| 12/12/2009 | San Jose, CA           | HP Pavilion                         |

### Tournée en Amérique Latine,IIepartie
| Date       | Ville                        | Lieu                                      |
| Tournée :  | Tournée :                    | Tournée :                                 |
| ---------- | ---------------------------- | ----------------------------------------- |
| 19/01/2010 | Lima, Pérou                  | Estadio Universidad San Marcos            |
| 21/01/2010 | Buenos Aires, Argentine      | Stade Monumental Antonio Vespucio Liberti |
| 22/01/2010 | Buenos Aires, Argentine      | Stade Monumental Antonio Vespucio Liberti |
| 24/01/2010 | Córdoba, Argentine           | Orfeo Superdomo                           |
| 26/01/2010 | Santiago, Chili              | Club Hipico de Santiago                   |
| 28/01/2010 | Porto Alegre, Brésil         | Parque Condor                             |
| 30/01/2010 | São Paulo, Brésil            | Stade Cícero Pompeu de Toledo             |
| 31/01/2010 | São Paulo, Brésil            | Stade Cícero Pompeu de Toledo             |
| 01/03/2010 | Guadalajara, Mexique         | Stade 3 de marzo                          |
| 03/03/2010 | Monterrey, Mexique           | Estadio Universitario                     |
| 05/03/2010 | Guatemala (ville), Guatemala | Estadio Mateo Flores                      |
| 07/03/2010 | San José, Costa Rica         | Estadio Ricardo Saprissa                  |
| 08/03/2010 | Panama, Panama               | Estadio Universitario                     |
| 10/03/2010 | Bogota, Colombia             | Estadio Mateo Flores                      |
| 12/03/2010 | Caracas, Venezuela           | Campos de Beisbol de la Rinconada         |
| 14/03/2010 | San Juan, Puerto Rico        | Coliseo José Miguel Agrelot               |

### Tournée européenne,IIIepartie
| Date       | Ville                        | Lieu                                              |
| Tournée :  | Tournée :                    | Tournée :                                         |
| ---------- | ---------------------------- | ------------------------------------------------- |
| 13/04/2010 | Oslo, Norvège                | Telenor Arena                                     |
| 14/04/2010 | Oslo, Norvège                | Telenor Arena                                     |
| 17/04/2010 | Riga, Lettonie               | Arēna Rīga                                        |
| 18/04/2010 | Tallinn, Estonie             | Saku Suurhall                                     |
| 20/04/2010 | Vilnius, Lituanie            | Siemens Arena                                     |
| 21/04/2010 | Vilnius, Lituanie            | Siemens Arena                                     |
| 24/04/2010 | Moscou, Russie               | Olimpiisky Indoor Arena                           |
| 25/04/2010 | Moscou, Russie               | Olimpiisky Indoor Arena                           |
| 11/05/2010 | Belfast, Royaume-Uni         | Odyssey Arena                                     |
| 12/05/2010 | Belfast, Royaume-Uni         | Odyssey Arena                                     |
| 14/05/2010 | Budapest, Hongrie            | Puskás Ferenc Stadion                             |
| 16/05/2010 | Zagreb, Croatie              | Hipodrom Zagreb                                   |
| 11/05/2010 | Lisbonne, Portugal           | Pavilhão Atlântico                                |
| 12/05/2010 | Lisbonne, Portugal           | Pavilhão Atlântico                                |
| 14/05/2010 | Tel Aviv, Israël             | Stade Ramat Gan                                   |
| 16/05/2010 | Lyon, France                 | Halle Tony Garnier                                |
| 14/06/2010 | Madrid, Espagne              | Rock in Rio                                       |
| 16/06/2010 | Varsovie, Pologne            | Sonisphere Festival                               |
| 18/06/2010 | Jonschwil, Suisse            | Sonisphere Festival, Degenaupark                  |
| 19/06/2010 | Milovice, République tchèque | Sonisphere Festival                               |
| 22/06/2010 | Sofia, Bulgarie              | Sonisphere Festival, Stade national Vassil Levski |
| 24/06/2010 | Athènes, Grèce               | Sonisphere Festival, Terra Vibe Park              |
| 26/06/2010 | Bucarest, Roumanie           | Sonisphere Festival, Romexpo                      |
| 27/06/2010 | Istanbul, Turquie            | Sonisphere Festival, Stade BJK İnönü              |

### Tournée en Océanie et Asie
| Date       | Ville                          | Lieu                           |
| Tournée :  | Tournée :                      | Tournée :                      |
| ---------- | ------------------------------ | ------------------------------ |
| 15/09/2010 | Melbourne, Australie           | Rod Laver Arena                |
| 16/09/2010 | Melbourne, Australie           | Rod Laver Arena                |
| 18/09/2010 | Sydney, Australie              | Acer Arena                     |
| 21/09/2010 | Christchurch, Nouvelle-Zélande | CBS Canterbury Arena           |
| 22/09/2010 | Christchurch, Nouvelle-Zélande | CBS Canterbury Arena           |
| 25/09/2010 | Tokyo, Japon                   | Saitama Super Arena            |
| 26/09/2010 | Tokyo, Japon                   | Saitama Super Arena            |
| 13/10/2010 | Auckland, Nouvelle-Zélande     | Vector Arena                   |
| 14/10/2010 | Auckland, Nouvelle-Zélande     | Vector Arena                   |
| 16/10/2010 | Brisbane, Australie            | Brisbane Entertainment Centre  |
| 18/10/2010 | Brisbane, Australie            | Brisbane Entertainment Centre  |
| 19/10/2010 | Brisbane, Australie            | Brisbane Entertainment Centre  |
| 22/10/2010 | Perth, Australie               | Burswood Entertainment Complex |
| 23/10/2010 | Perth, Australie               | Burswood Entertainment Complex |
| 10/11/2010 | Sydney, Australie              | Acer Arena                     |
| 11/11/2010 | Sydney, Australie              | Acer Arena                     |
| 13/11/2010 | Sydney, Australie              | Acer Arena                     |
| 15/11/2010 | Adelaide, Australie            | Adelaide Entertainment Centre  |
| 16/11/2010 | Adelaide, Australie            | Adelaide Entertainment Centre  |
| 18/11/2010 | Melbourne, Australie           | Rod Laver Arena                |
| 20/11/2010 | Melbourne, Australie           | Rod Laver Arena                |
| 21/11/2010 | Melbourne, Australie           | Rod Laver Arena                |

## Titres joués durant cette tournée
Voici la liste des chansons jouées pendant le World Magnetic Tour entre le 12 septembre 2008 et le 27 juin 2010:
| Album                              | titre                          | quantité |
| ---------------------------------- | ------------------------------ | -------- |
| Kill 'Em All (1983)                | "Hit the Lights"               | 33       |
| Kill 'Em All                       | "The Four Horsemen"            | 24       |
| Kill 'Em All                       | "Motorbreath"                  | 29       |
| Kill 'Em All                       | "Jump in the Fire"             | 6        |
| Kill 'Em All                       | "Whiplash"                     | 28       |
| Kill 'Em All                       | "Phantom Lord"                 | 18       |
| Kill 'Em All                       | "No Remorse"                   | 22       |
| Kill 'Em All                       | Seek and Destroy               | 162      |
| Ride the Lightning (1984)          | "Fight Fire with Fire"         | 48       |
| Ride the Lightning                 | "Ride the Lightning"           | 39       |
| Ride the Lightning                 | "For Whom the Bell Tolls"      | 68       |
| Ride the Lightning                 | Fade to Black                  | 55       |
| Ride the Lightning                 | "Trapped Under Ice"            | 15       |
| Ride the Lightning                 | "Creeping Death"               | 74       |
| Master of Puppets (1986)           | "Battery"                      | 36       |
| Master of Puppets                  | "Master of Puppets"            | 162      |
| Master of Puppets                  | "The Thing That Should Not Be" | 8        |
| Master of Puppets                  | "Welcome Home (Sanitarium)"    | 38       |
| Master of Puppets                  | "Disposable Heroes"            | 9        |
| Master of Puppets                  | "Leper Messiah"                | 8        |
| Master of Puppets                  | "Damage, Inc."                 | 21       |
| ...And Justice for All (1988)      | "Blackened"                    | 54       |
| …And Justice for All               | "…And Justice for All"         | 9        |
| …And Justice for All               | "One"                          | 161      |
| …And Justice for All               | "The Shortest Straw"           | 9        |
| …And Justice for All               | "Harvester of Sorrow"          | 47       |
| …And Justice for All               | "Dyers Eve"                    | 17       |
| Metallica (1991)                   | "Enter Sandman"                | 162      |
| Metallica                          | "Sad but True"                 | 162      |
| Metallica                          | "Holier Than Thou"             | 23       |
| Metallica                          | "The Unforgiven"               | 22       |
| Metallica                          | "Wherever I May Roam"          | 35       |
| Metallica                          | "Through The Never"            | 7        |
| Metallica                          | "Nothing Else Matters"         | 162      |
| Metallica                          | "Of Wolf and Man"              | 16       |
| Load (1996)                        | "Until It Sleeps"              | 9        |
| Load                               | "King Nothing"                 | 1        |
| Load                               | "Bleeding Me"                  | 2        |
| Load                               | "The Outlaw Torn"              | 2        |
| ReLoad (1997)                      | "Fuel"                         | 31       |
| ReLoad                             | "The Memory Remains"           | 18       |
| Garage Inc. (1998)                 | "Turn the Page"                | 22       |
| Garage Inc.                        | "Die, Die My Darling"          | 27       |
| Garage Inc.                        | "Whiskey in the Jar"           | 1        |
| Garage Inc.                        | "Helpless"                     | 16       |
| Garage Inc.                        | "The Small Hours"              | 1        |
| Garage Inc.                        | "The Wait"                     | 7        |
| Garage Inc.                        | "Last Caress"                  | 29       |
| Garage Inc.                        | "Green Hell"                   | 1        |
| Garage Inc.                        | "Am I Evil?"                   | 11       |
| Garage Inc.                        | "Blitzkrieg"                   | 10       |
| Garage Inc.                        | "Breadfan"                     | 20       |
| Garage Inc.                        | "The Prince"                   | 5        |
| Garage Inc.                        | "Stone Cold Crazy"             | 34       |
| Garage Inc.                        | "So What?"                     | 2        |
| Garage Inc.                        | "Killing Time"                 | 5        |
| Garage Inc.                        | "Overkill"                     | 3        |
| Garage Inc.                        | "Damage Case"                  | 1        |
| Garage Inc.                        | "Stone Dead Forever"           | 1        |
| Garage Inc.                        | "Too Late Too Late"            | 5        |
| S&M (1999)                         | "No Leaf Clover"               | 8        |
| Mission impossible 2 (2000)        | "I Disappear"                  | 1        |
| St. Anger (2003)                   | "Frantic"                      | 6        |
| We All Love Ennio Morricone (2007) | "The Ecstasy of Gold"          | 1        |
| Death Magnetic (2008)              | "That Was Just Your Life"      | 149      |
| Death Magnetic                     | "The End of the Line"          | 140      |
| Death Magnetic                     | "Broken, Beat & Scarred"       | 140      |
| Death Magnetic                     | "The Day That Never Comes"     | 134      |
| Death Magnetic                     | "All Nightmare Long"           | 85       |
| Death Magnetic                     | "Cyanide"                      | 126      |
| Death Magnetic                     | "The Unforgiven III"           | 5        |
| Death Magnetic                     | "The Judas Kiss"               | 29       |
| Death Magnetic                     | "Suicide & Redemption"         | 1        |
| Death Magnetic                     | "My Apocalypse"                | 33       |
| Black Sabbath cover                | "Hole in the Sky"              | 1        |
| Saxon cover                        | "Motorcycle Man"               | 1        |